# Terra Santa (kommun)
Terra Santa är en kommun i Brasilien.   Den ligger i delstaten Pará, i den centrala delen av landet, 1 800 km nordväst om huvudstaden Brasília. Antalet invånare är 16 952.
Följande samhällen finns i Terra Santa:
- Terra Santa

Omgivningarna runt Terra Santa är huvudsakligen savann. Runt Terra Santa är det glesbefolkat, med 8 invånare per kvadratkilometer.